# Qatar Stars League
Qatar Stars League (arabă :دوري نجوم قطر), este o competiție profesionistă pentru cluburi de fotbal, localizată în primul eșalon al sistemului de ligi ale fotbalului din Qatar.

## Echipele sezonului 2010-2011
| Qatar Stars League         | Qatar Stars League | Qatar Stars League            | Qatar Stars League |
| Echipă                     | Locație            | Stadion                       | Fondată în         |
| -------------------------- | ------------------ | ----------------------------- | ------------------ |
| Al-Ahly Doha               | Doha               | Khalifa International Stadium | 1950               |
| Al-Arabi Doha Sports Club  | Doha               | Grand Hamad Stadium           | 1952               |
| Al-Gharafa Sports Club     | Doha               | Al-Gharafa Stadium            | 1979               |
| Al-Kharitiyath Sports Club | Al Kharaitiyat     | Ahmed bin Ali Stadium         | 1996               |
| Al-Khor Sports Club        | Al Khor            | Al-Khawr Stadium              | 1961               |
| Al-Rayyan Sports Club      | Al-Rayyan          | Ahmed bin Ali Stadium         | 1967               |
| Al-Sadd Sports Club        | Doha               | Jassim Bin Hamad Stadium      | 1969               |
| Al-Sailiya Sport Club      | Doha               | Qatar SC Stadium              | 1995               |
| Al-Wakrah Sports Club      | Al Wakrah          | Al-Wakrah Stadium             | 1959               |
| Lekhwiya                   | Doha               | Qatar SC Stadium              | 1938               |
| Qatar SC                   | Doha               | Qatar SC Stadium              | 1959               |
| Umm-Salal Sports Club      | Umm Salal          | Thani bin Jassim Stadium      | 1979               |

## Divizia a II-a Qatar 2010-2011
| Qatar 2nd Division       | Qatar 2nd Division | Qatar 2nd Division | Qatar 2nd Division |
| Echipă                   | Locație            | Stadion            | Fondată în         |
| ------------------------ | ------------------ | ------------------ | ------------------ |
| Al-Jaish (Army Club)     |                    |                    |                    |
| Al-Markhiya Sports Club  |                    | Markhiya Stadium   | 1995               |
| Al-Mesaimeer Sports Club |                    |                    |                    |
| Al-Mu'aidar Sports Club  |                    |                    |                    |
| Al-Shahaniya Sports Club |                    |                    |                    |
| Al-Shamal Sports Club    | Madinat ash Shamal | Shamal SC Stadium  | 1980               |

## Foste campioane
| - 1963/64 : Al-Maref - 1964/65 : Al-Maref - 1965/66 : Al-Maref - 1966/67 : Al-Oruba - 1967/68 : Al-Oruba - 1968/69 : Al-Oruba - 1969/70 : Al-Oruba - 1970/71 : Al-Oruba - 1971/72 : Al-Sadd - 1972/73 : Al-Esteqlal - 1973/74 : Al-Sadd - 1974/75 : nu s-a disputat - 1975/76 : Al-Rayyan - 1976/77 : Al-Esteqlal - 1977/78 : Al-Rayyan - 1978/79 : Al-Sadd | - 1979/80 : Al-Sadd - 1980/81 : Al-Sadd - 1981/82 : Al-Rayyan - 1982/83 : Al-Arabi Sports Club - 1983/84 : Al-Rayyan - 1984/85 : Al-Arabi Sports Club - 1985/86 : Al-Rayyan - 1986/87 : Al-Sadd - 1987/88 : Al-Sadd - 1988/89 : Al-Sadd - 1989/90 : Al-Rayyan - 1990/91 : Al-Arabi Sports Club - 1991/92 : Al-Ittihad (QAT) - 1992/93 : Al-Arabi Sports Club - 1993/94 : Al-Arabi Sports Club - 1994/95 : Al-Rayyan | - 1995/96 : Al-Arabi Sports Club - 1996/97 : Al-Arabi Sports Club - 1997/98 : Al-Ittihad (QAT) - 1998/99 : Al-Wakra - 1999/00 : Al-Sadd - 2000/01 : Al-Wakra - 2001/02 : Al-Ittihad (QAT) - 2002/03 : Qatar Sports Club - 2003/04 : Al-Sadd - 2004/05 : Al-Gharrafa - 2005/06 : Al-Sadd - 2006/07 : Al-Sadd - 2007/08 : Al-Gharrafa - 2008/09 : Al-Gharrafa - 2009/10 : Al-Gharrafa |

## Palmares pe echipe
| # | Echipă                 | Campioane | Vicecampioane |
| - | ---------------------- | --------- | ------------- |
| 1 | Al-Sadd                | 16        | 4             |
| 2 | Qatar SC               | 8         | 5             |
| 3 | Al-Rayyan Sports Club  | 7         | 5             |
| 4 | Al-Gharafa Sports Club | 7         | 2             |
| 5 | Al-Arabi Sports Club   | 7         | 1             |
| 6 | Al Maref               | 3         | 0             |
| 7 | Al-Wakrah Sports Club  | 2         | 0             |
| 8 | Al-Ahli (Doha)         | 0         | 1             |

### Titluri câștigate pe orașe
| Town or city | Number of titles | Clubs                                                                                          |
| ------------ | ---------------- | ---------------------------------------------------------------------------------------------- |
| Doha         | 36               | Al-Sadd (12), Qatar SC (8), Al-Gharafa Sports Club (7), Al-Arabi Sports Club (7), Al Maref (3) |
| Ar Rayyan    | 7                | Al-Rayyan Sports Club (7)                                                                      |
| Al Wakrah    | 2                | Al-Wakrah Sports Club (2)                                                                      |

## Golgeteri
| An      |                 | Golgeter                | Echipa                | Goluri |
| 1980/81 | Qatar           | Hassan Mattar           | Al-Sadd               | 9      |
| 1981/82 | Qatar           | Mansour Muftah          | Al-Rayyan             | 19     |
| 1982/83 | Qatar           | Mansour Muftah          | Al-Rayyan             | 10     |
| 1983/84 | Qatar           | Mansour Muftah          | Al-Rayyan             | 7      |
| 1984/85 | Qatar           | Ahmed Yaqoub            | Al-Arabi              | 7      |
| 1985/86 | Qatar           | Mansour Muftah          | Al-Rayyan             | 20     |
| 1986/87 | Qatar           | Hassan Sabela           | Al-Ahli               | 9      |
| 1987/88 | Qatar           | Hassan Jowhar           | Al-Sadd               | 11     |
| 1988/89 | Iran            | Farshad Pious           | Al-Ahli               | 9      |
| 1989/90 | Brazilia        | Marco Antônio           | Al-Arabi              | 10     |
| 1990/91 | Qatar           | Mahmoud Soufi           | Al-Ittihad            | 10     |
| 1991/92 | Qatar           | Mubarak Mustafa         | Al-Arabi              | 8      |
| 1992/93 | Qatar           | Mubarak Mustafa         | Al-Arabi              | 9      |
| 1993/94 | Irak            | Ahmed Radhi             | Al-Wakra              | 16     |
| 1994/95 | Qatar           | Mohammed Salem Al-Enazi | Al-Rayyan             | 9      |
| 1995/96 | Nigeria         | Richard Owebukeri       | Al-Arabi              | 16     |
| 1996/97 | Qatar           | Mubarak Mustafa         | Al-Arabi              | 11     |
| 1997/98 | Maroc           | Hussein Amouta          | Al-Sadd               | 10     |
| 1998/99 | Angola          | Fabrice Akwa            | Al-Wakra              | 11     |
| 1999/00 | Qatar           | Mohammed Salem Al-Enazi | Al-Rayyan             | 14     |
| 2000/01 | Senegal         | Mamoun Diop             | Al-Wakra              | 14     |
| 2001/02 | Algeria         | Rachid Amrane           | Al-Ittihad            | 16     |
| 2002/03 | Maroc           | Rachid Rokki            | Al-Khor               | 15     |
| 2003/04 | Argentina       | Gabriel Batistuta       | Al-Arabi              | 25     |
| 2004/05 | Brazilia        | Sonny Anderson          | Al-Rayyan             | 20     |
| 2005/06 | Ecuador         | Carlos Tenorio          | Al-Sadd               | 21     |
| 2006/07 | Irak            | Younis Mahmoud          | Al-Gharafa            | 24     |
| 2007/08 | Brazilia        | Clemerson de Araújo     | Al-Gharafa            | 27     |
| 2008/09 | Brazilia        | Magno Alves             | Umm-Salal Sports Club | 25     |
| 2009/10 | Brazilia · Irak | Cabore Younis Mahmoud   | Al-Arabi Al-Gharafa   | 21     |